# Église Saint-Malo de Saint-Malo-de-Phily
L’église Saint-Malo est un édifice religieux situé à Saint-Malo-de-Phily, dans le département français d'Ille-et-Vilaine, en région Bretagne.

## Histoire
L'église de style néo-romane est construite à partir de 1901 d'après les plans de l'architecte Henri Mellet (1852-1926). Après une interruption des travaux, ceux-ci reprennent en 1924 pour terminer les voûtes et l'aménagement intérieur. Une partie de l’intérieur et du mobilier sont de Charles Coüasnon.
En 1933, à la demande de l’abbé Duparc rattaché à l’église Saint-Louis-en-l'Île à Paris, Émile Bernard, paroissien de cette dernière, peint dans l’église une série de fresques sur le thème de l’histoire de la récupération des reliques de saint Malo.

Fresques d'Émile Bernard
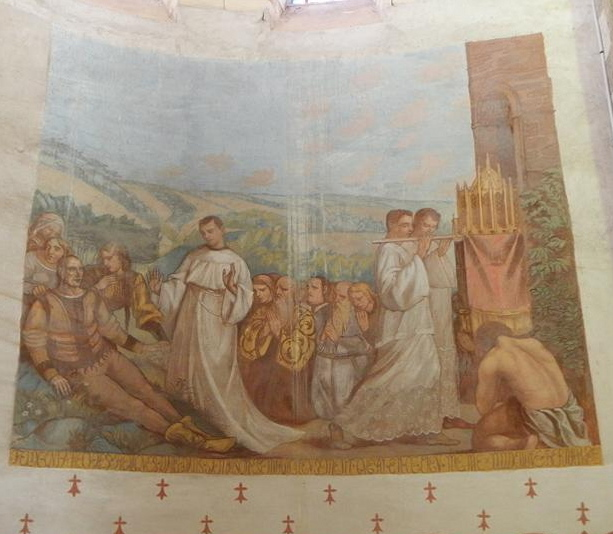
Félix. Qui a reçu les reliques dans sa maison est miraculeusement guéri
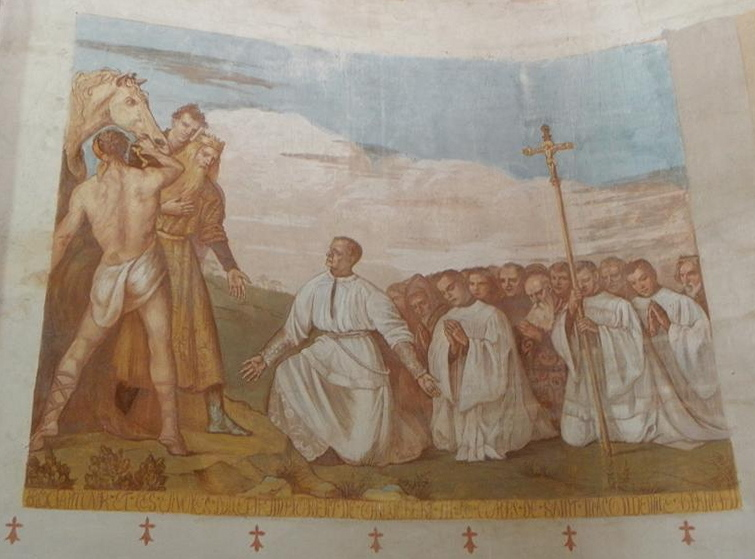
Rociantour et les envoyés d'Aleth implorent de Childebert III le corps de saint Malo
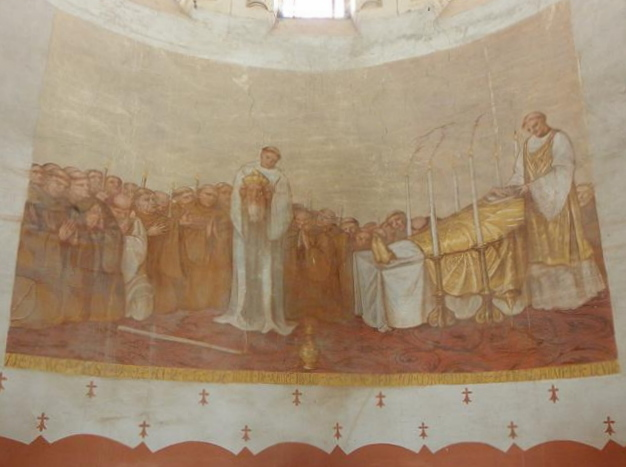
À l'épreuve proposée par le roi, la tête et la main de saint Malo se séparent de son corps. Émile Bernard pînxit per deum
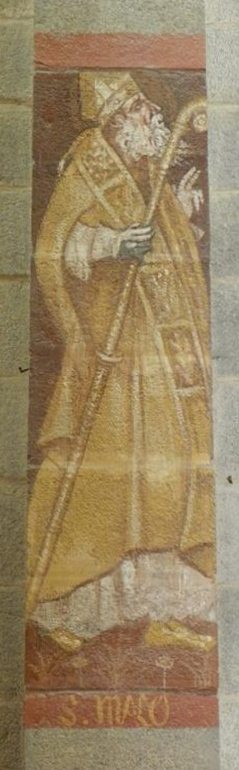
Saint Malo
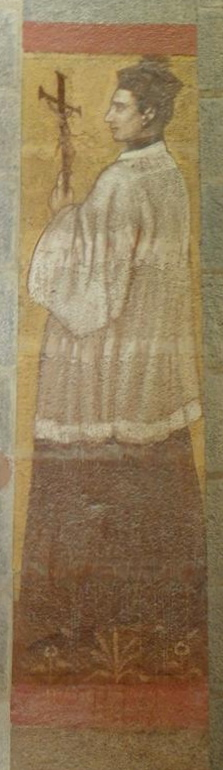
Marc Mathurin Leroux. Vicaire de Saint-Malo-de-Phily martyrisé à Rennes en 1793 puis guillotiné en 1794

L’église est inscrite aux monuments historiques depuis le 31 juillet 2015.

### Intérieur de l'Église de Saint-Malo-de-Phily

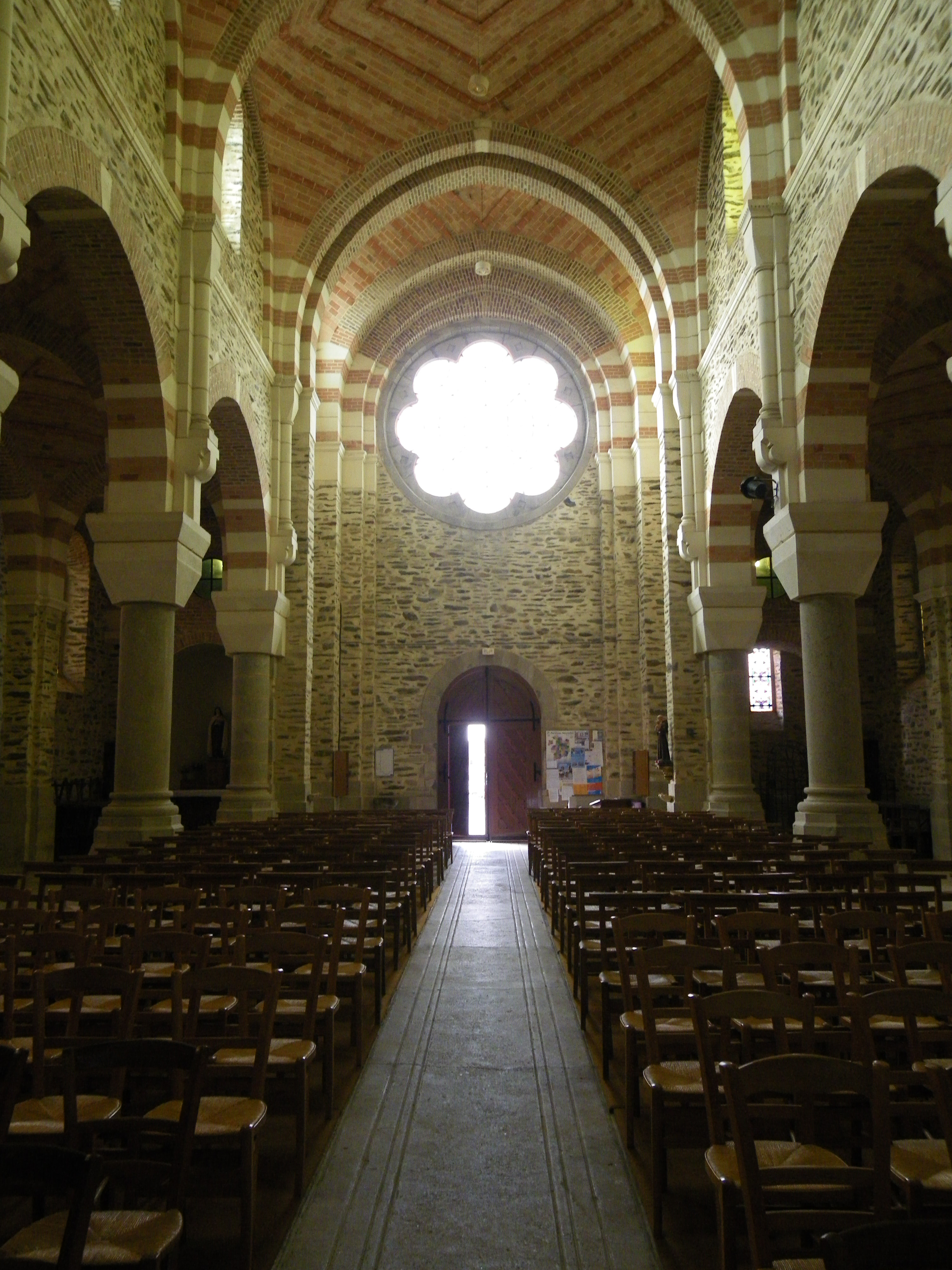
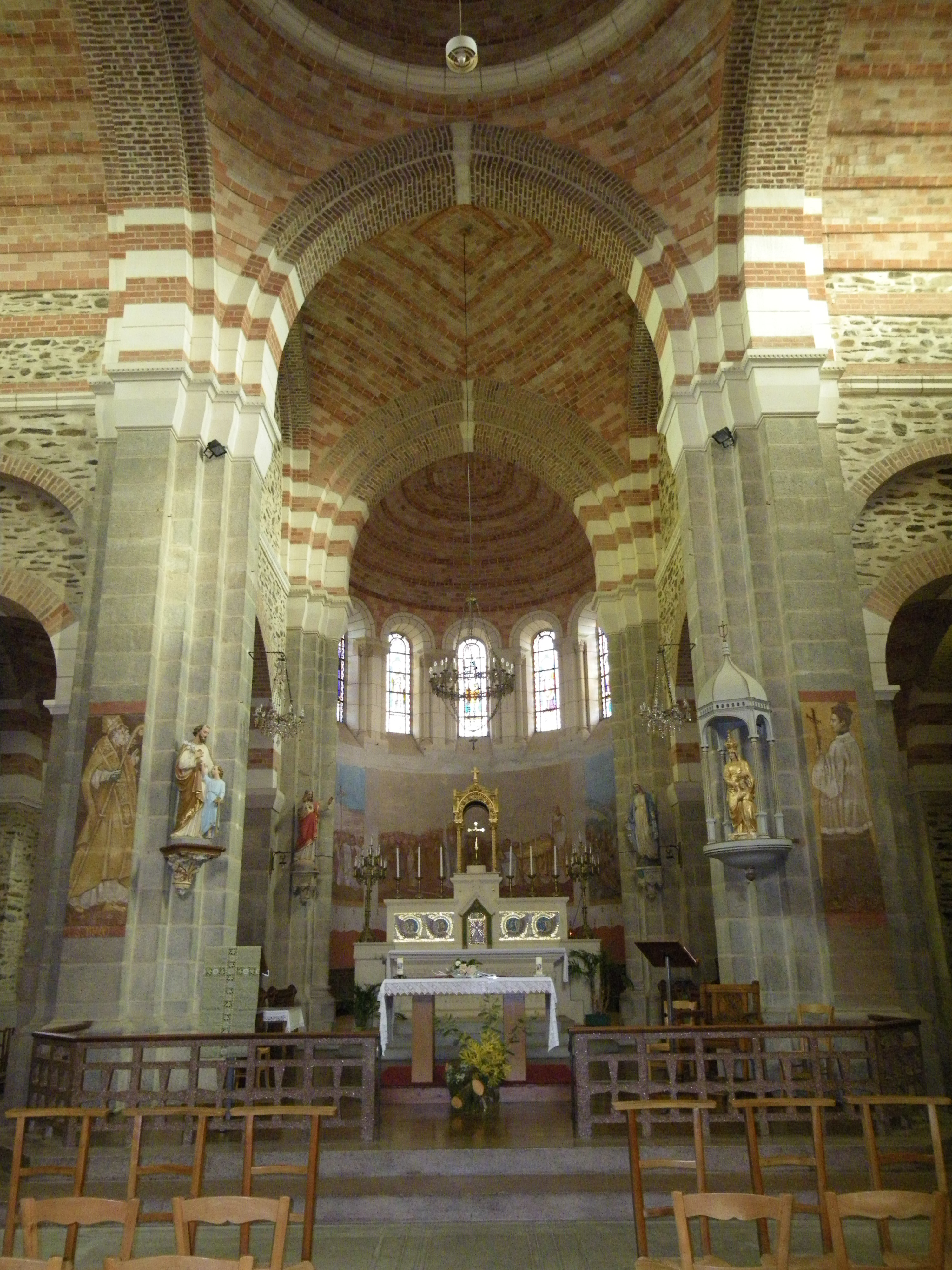
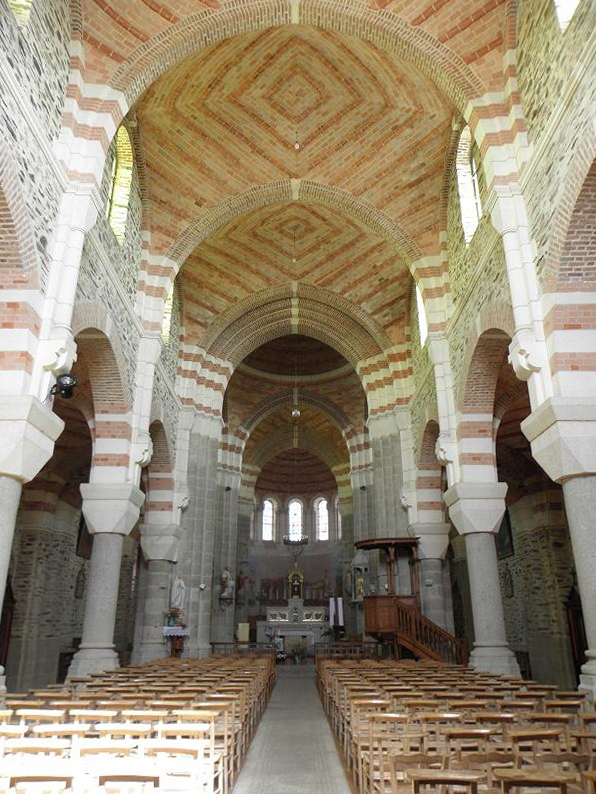
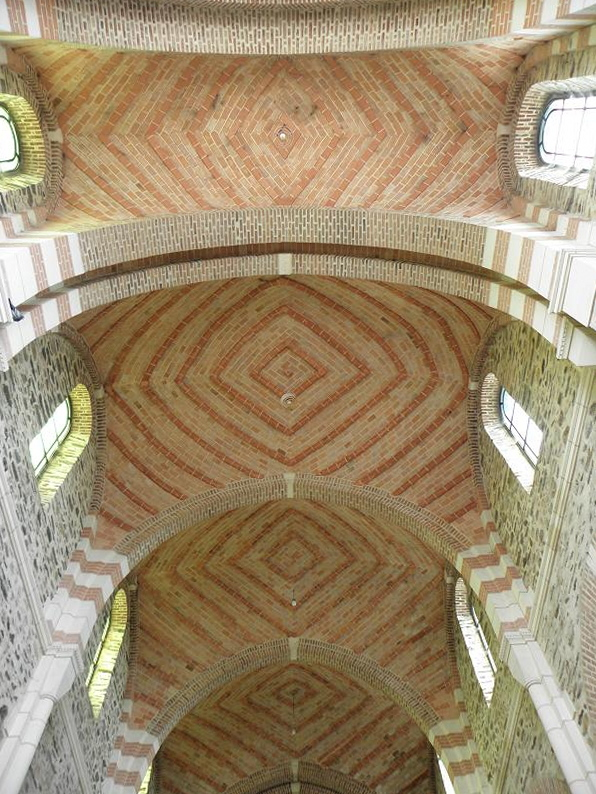
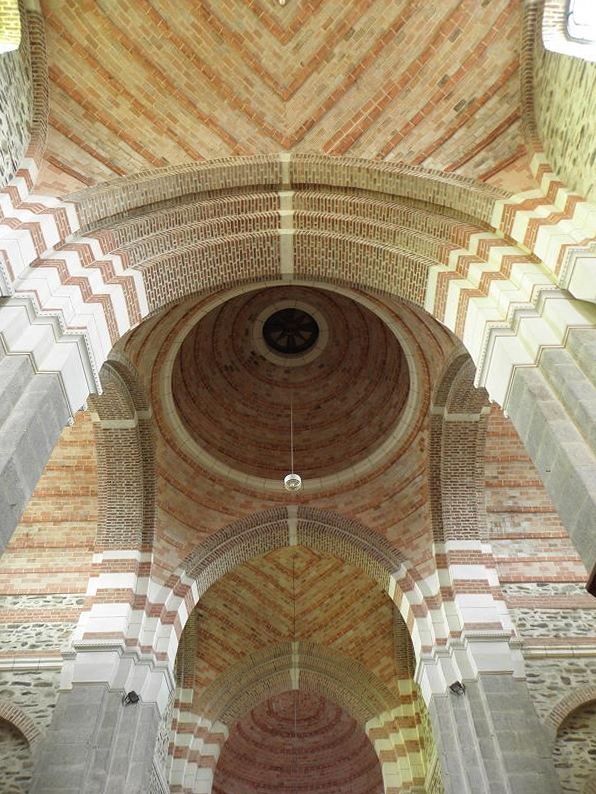
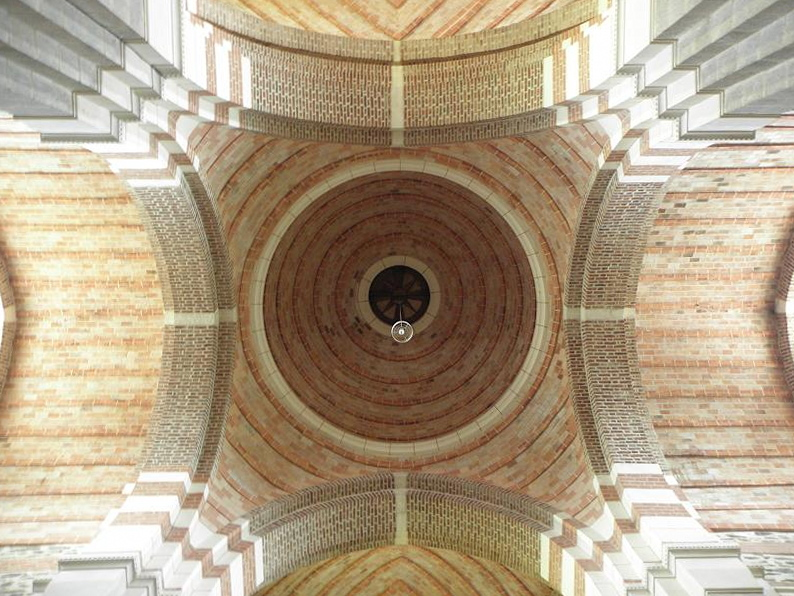
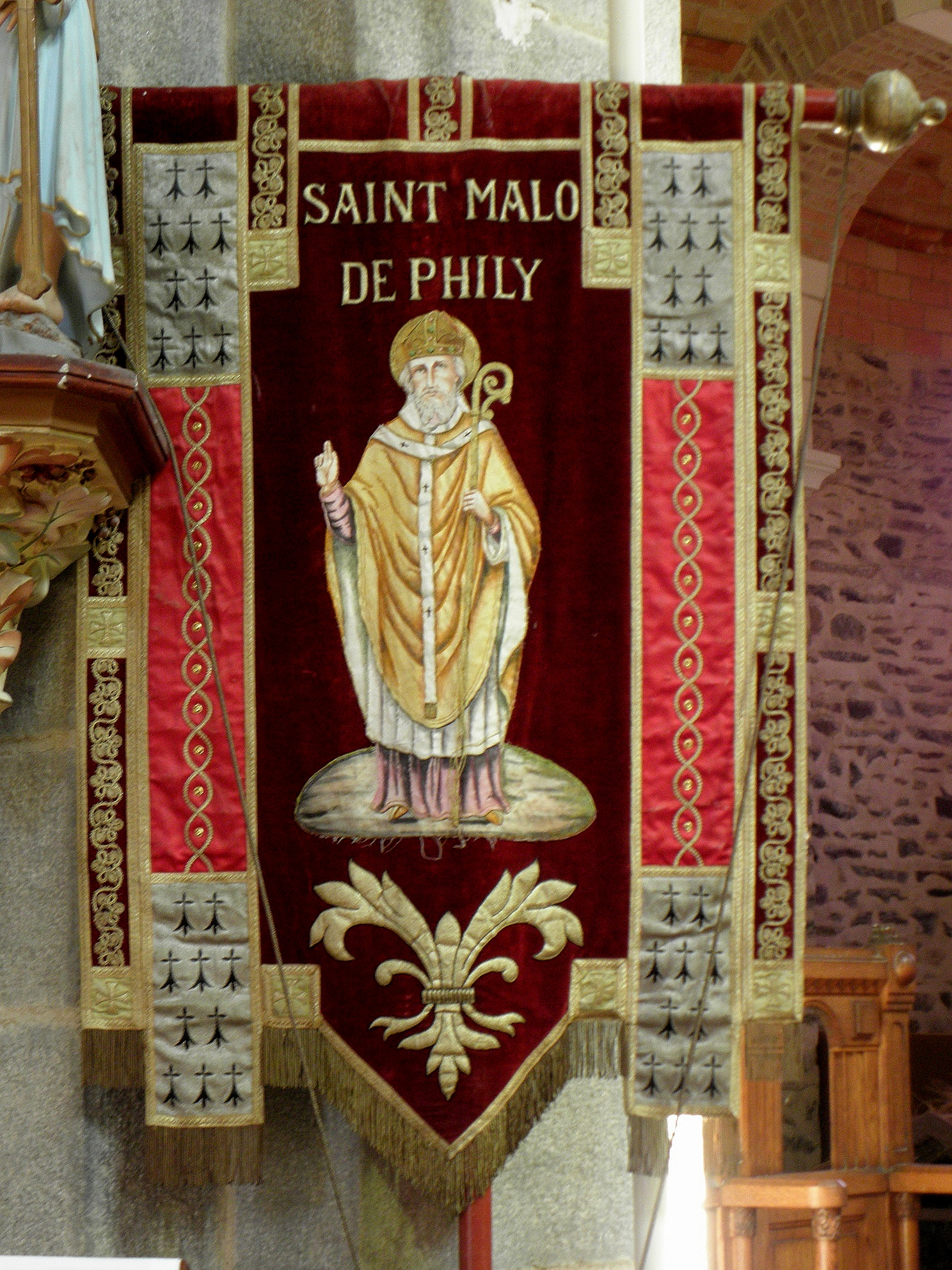
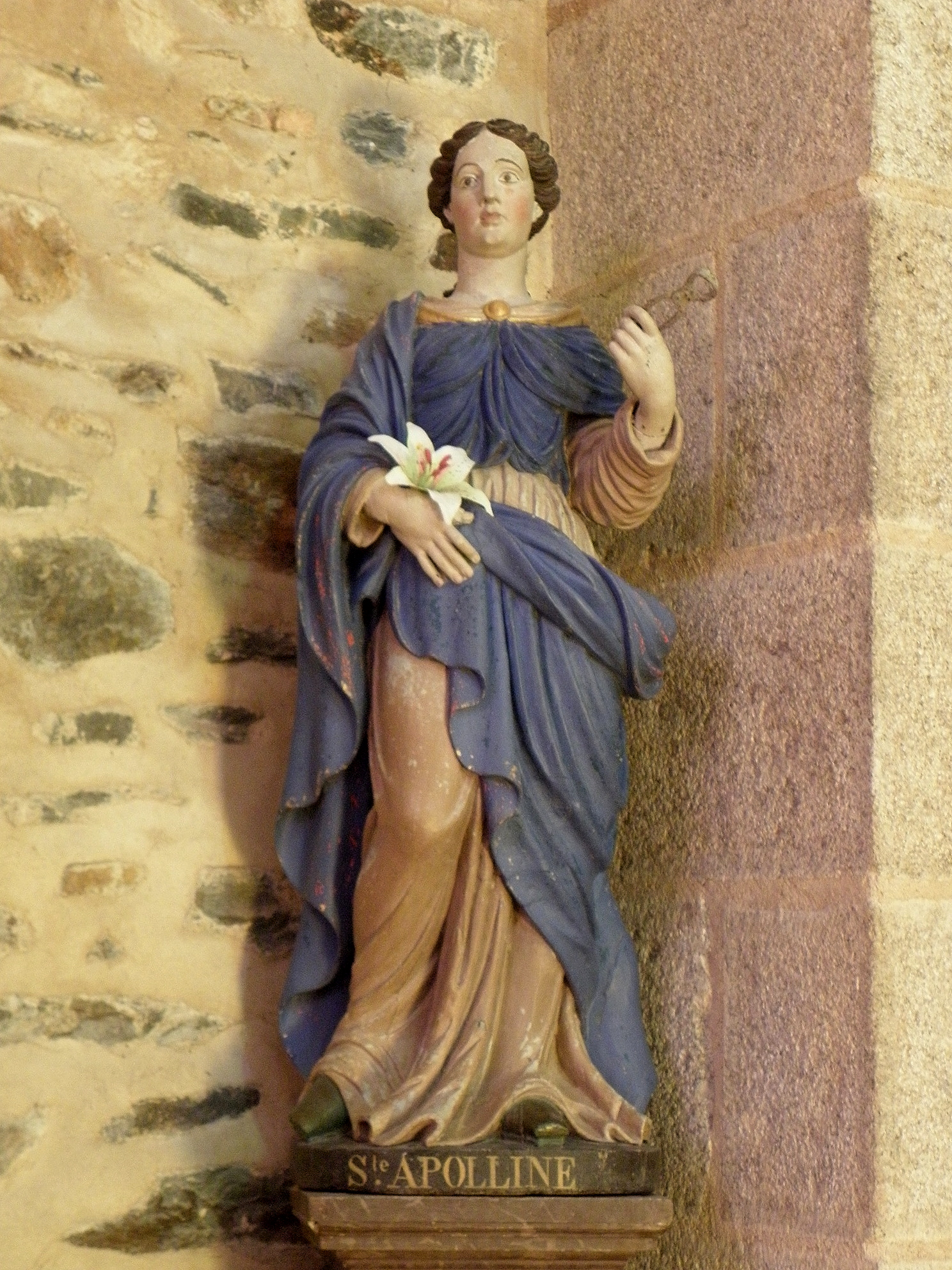
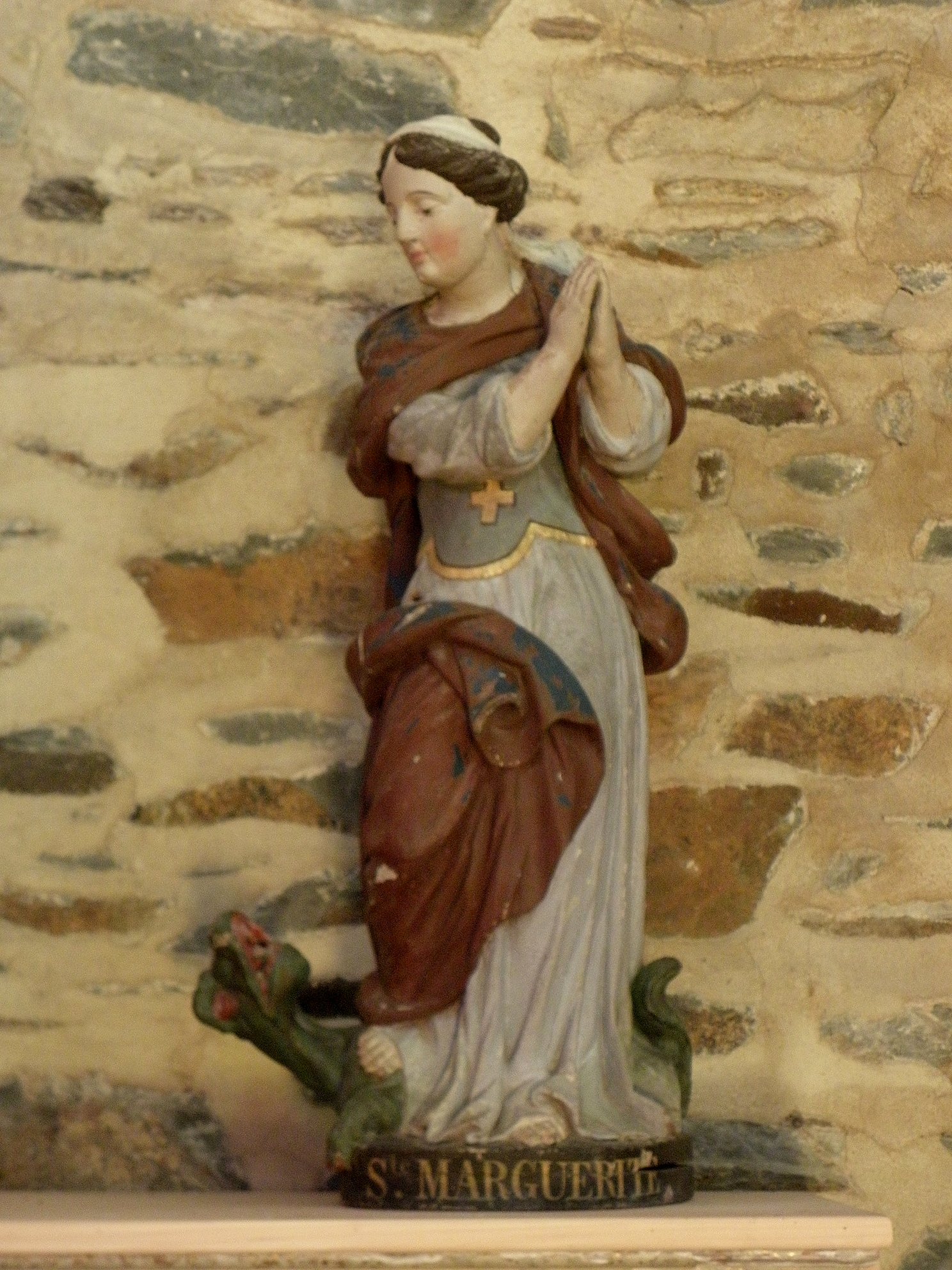
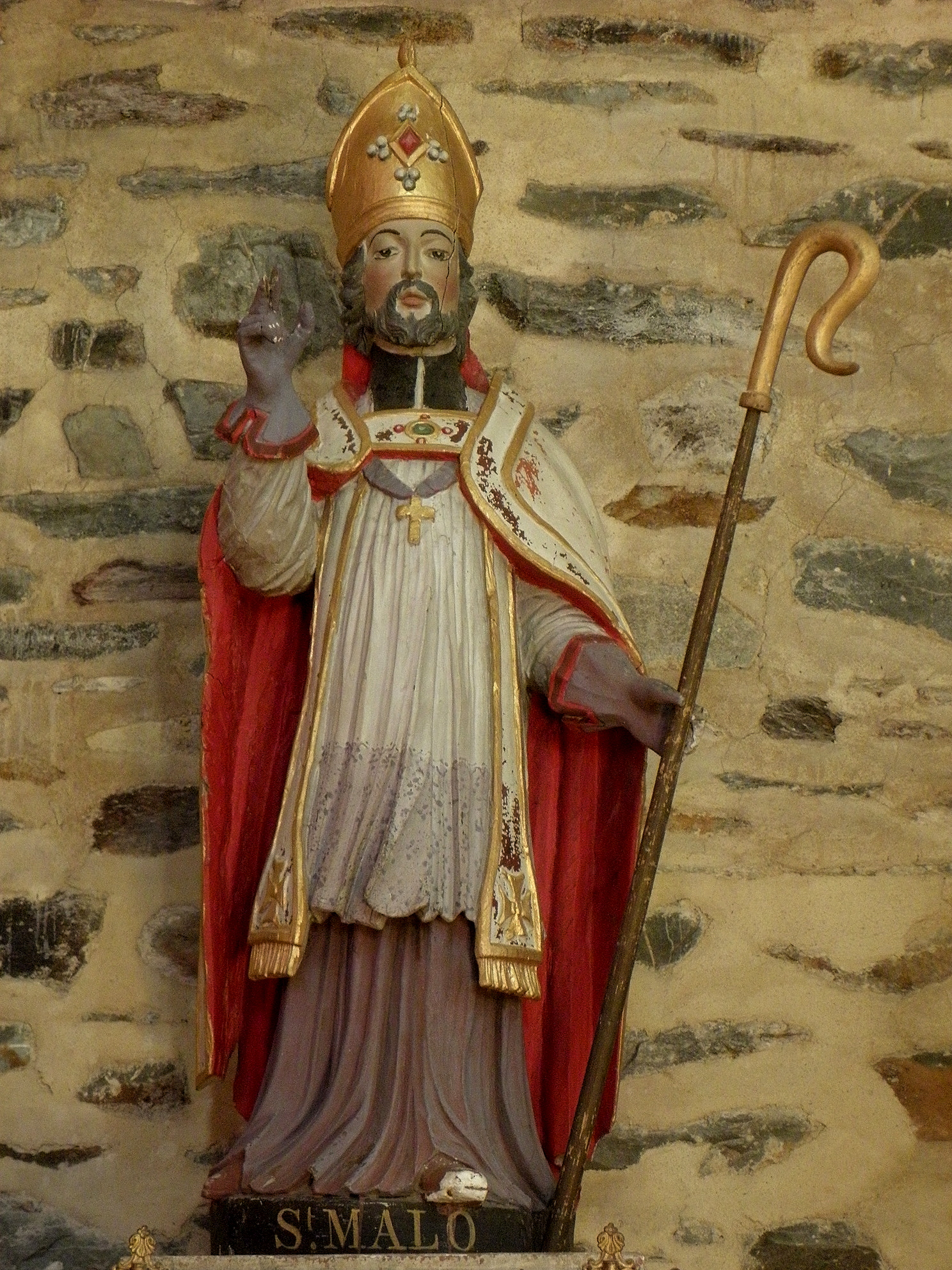
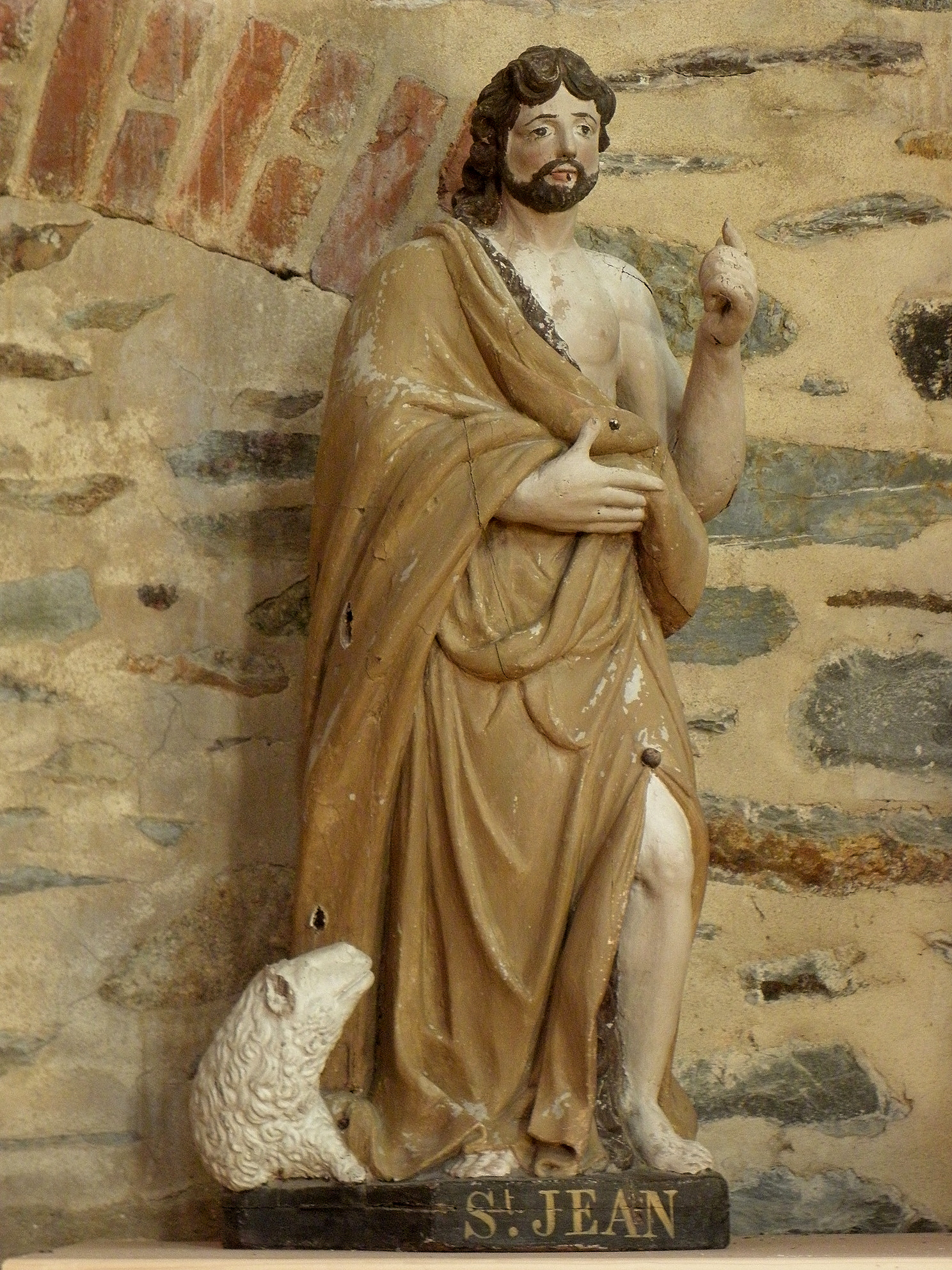
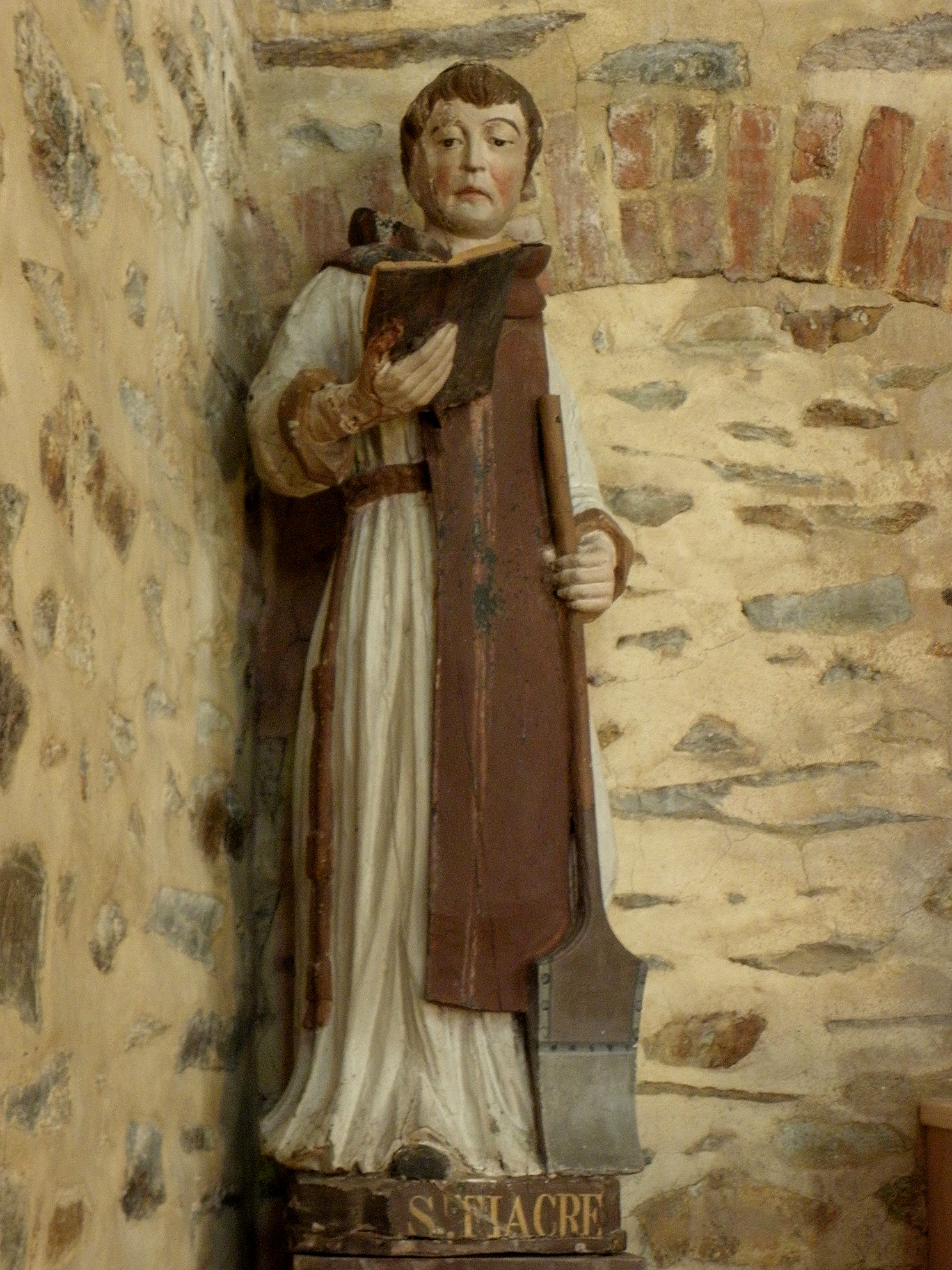
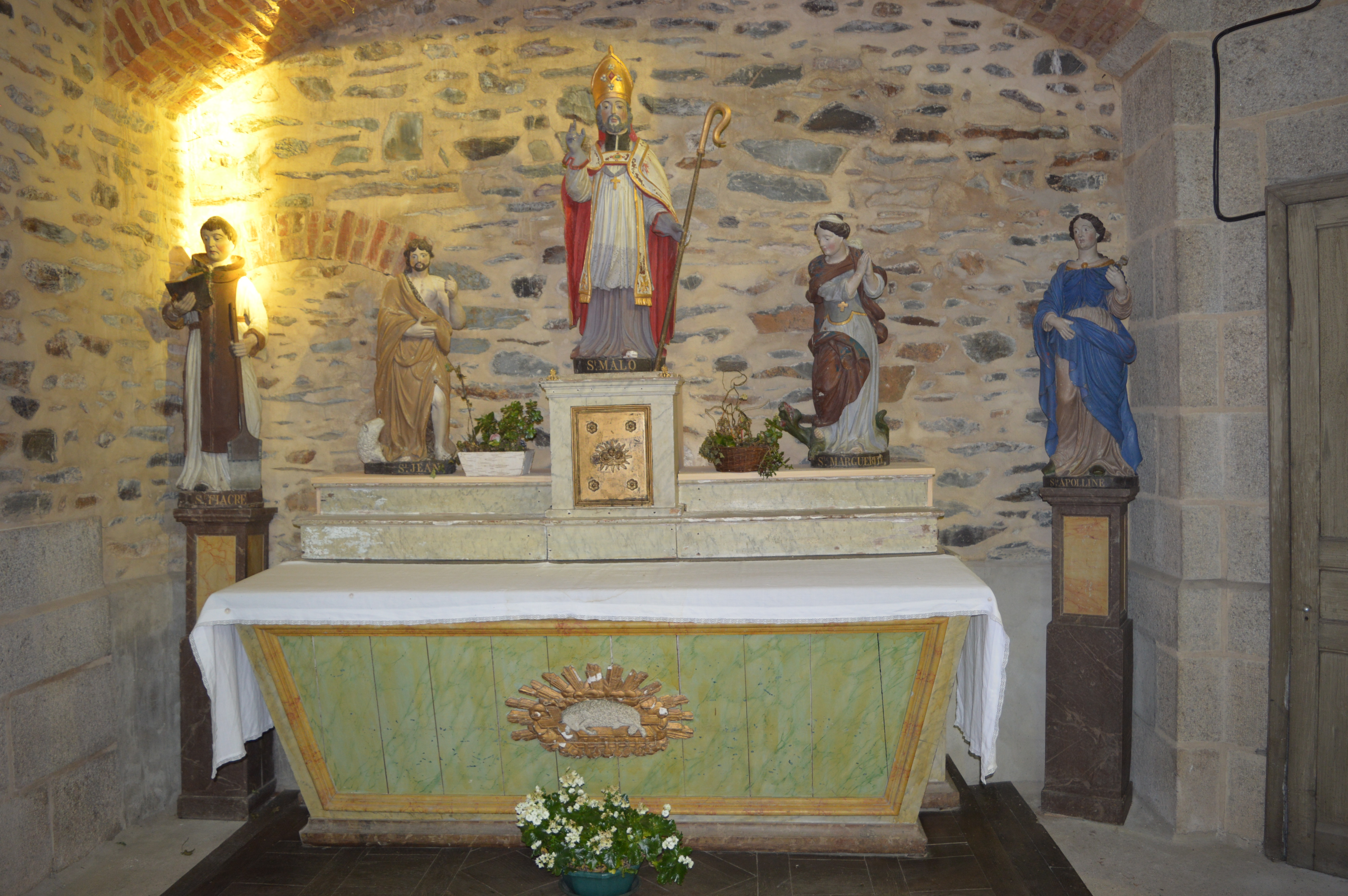

### Maître-autel de l'église de Saint-Malo-de-Phily

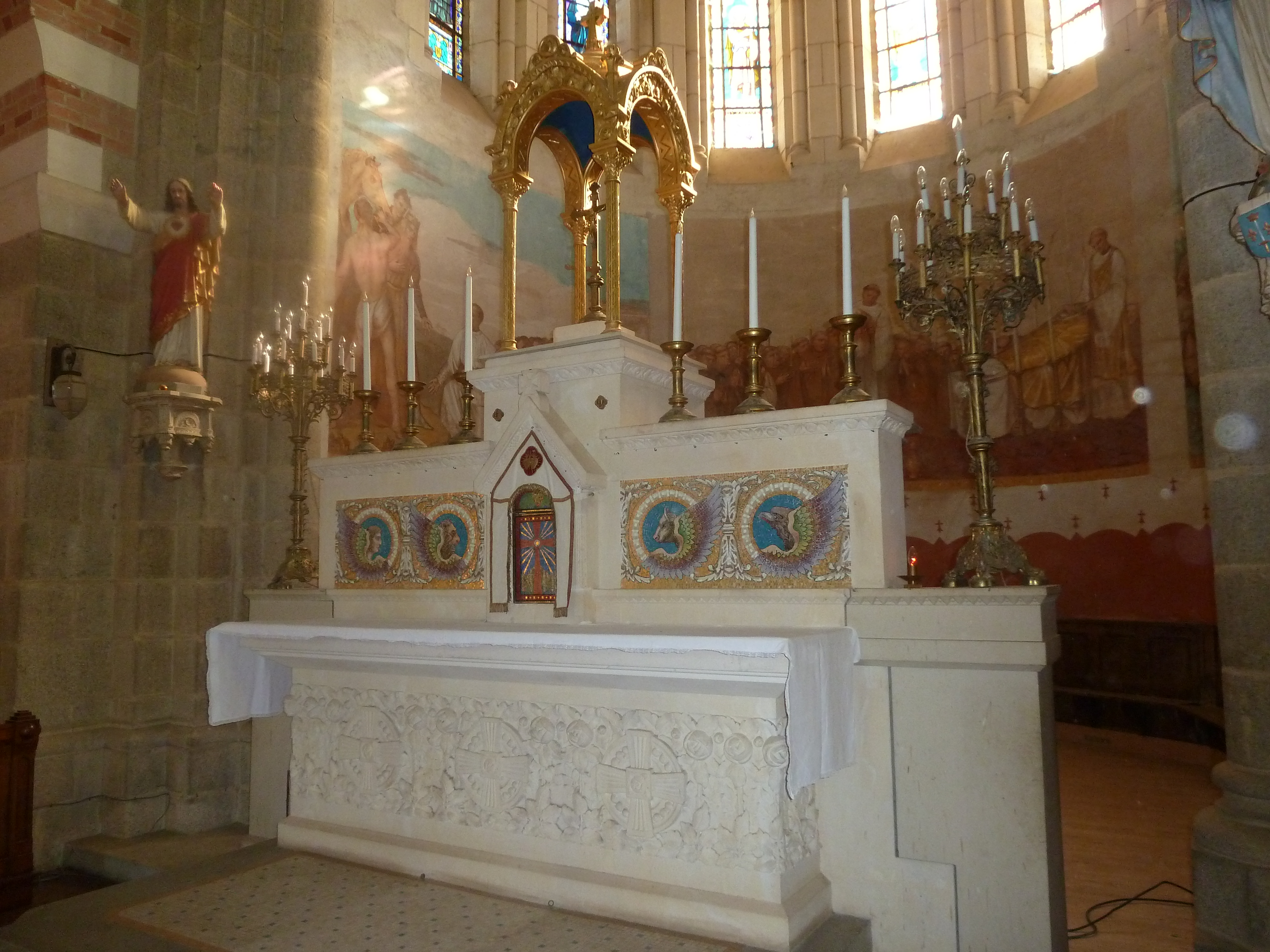
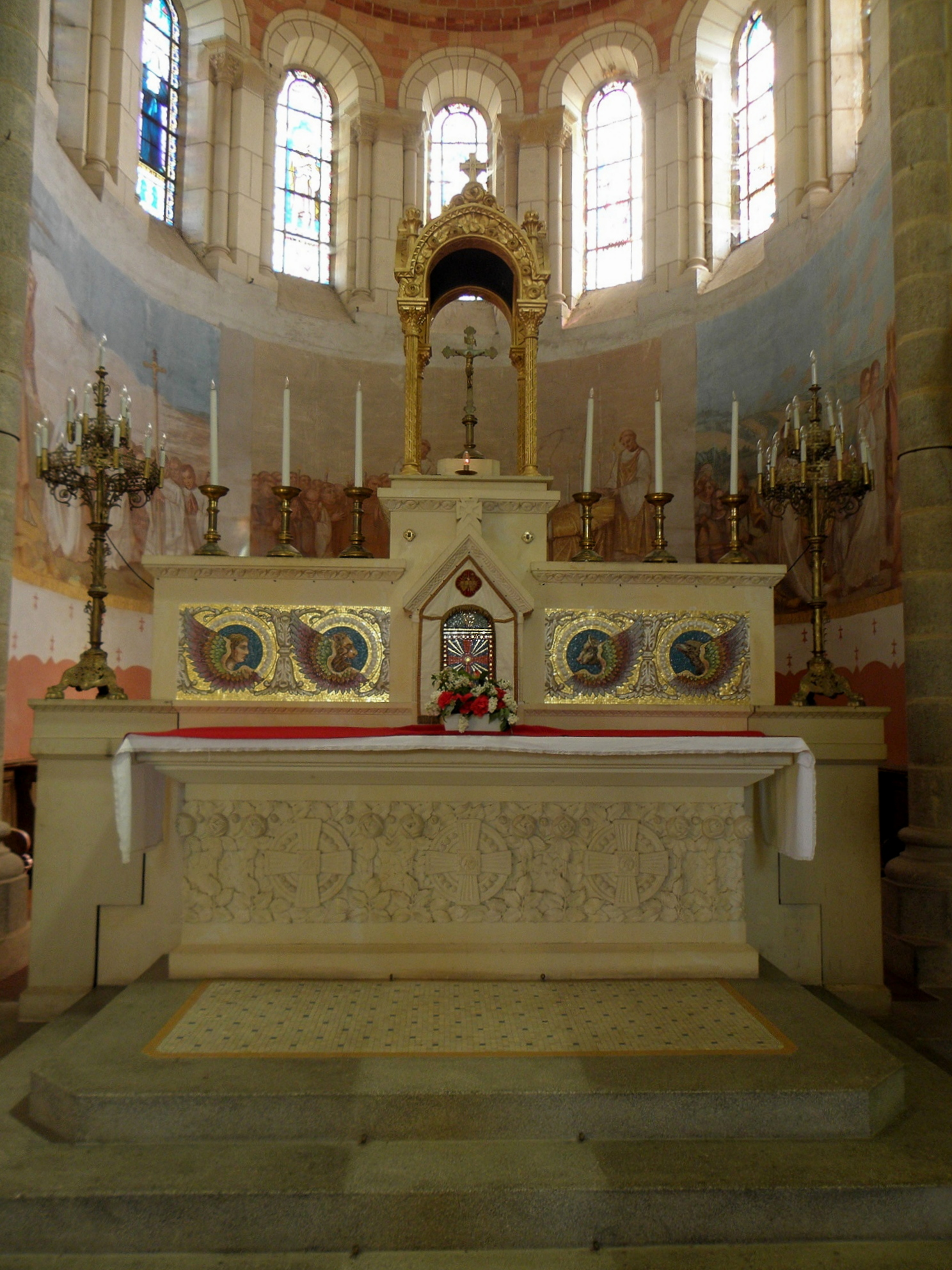
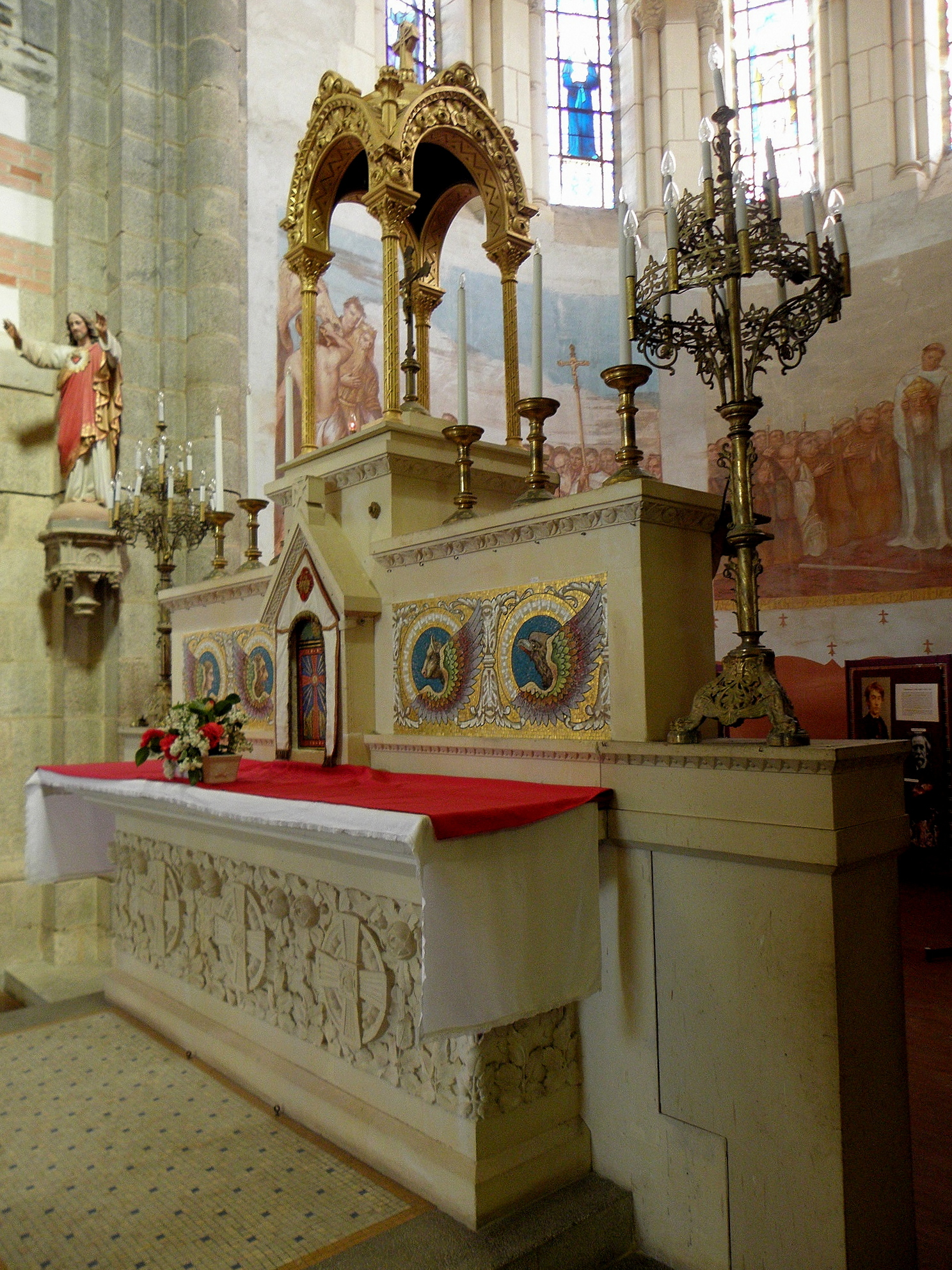
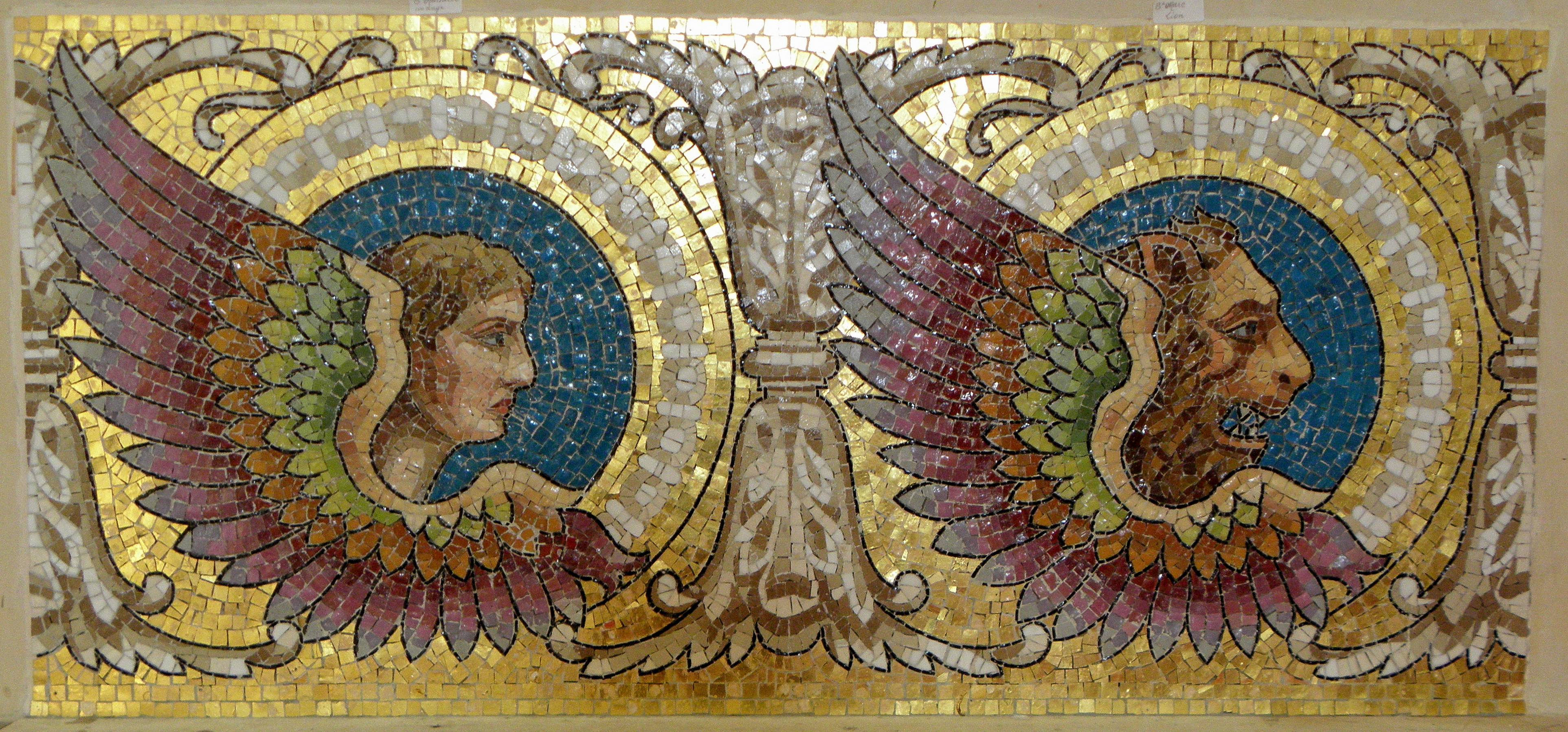
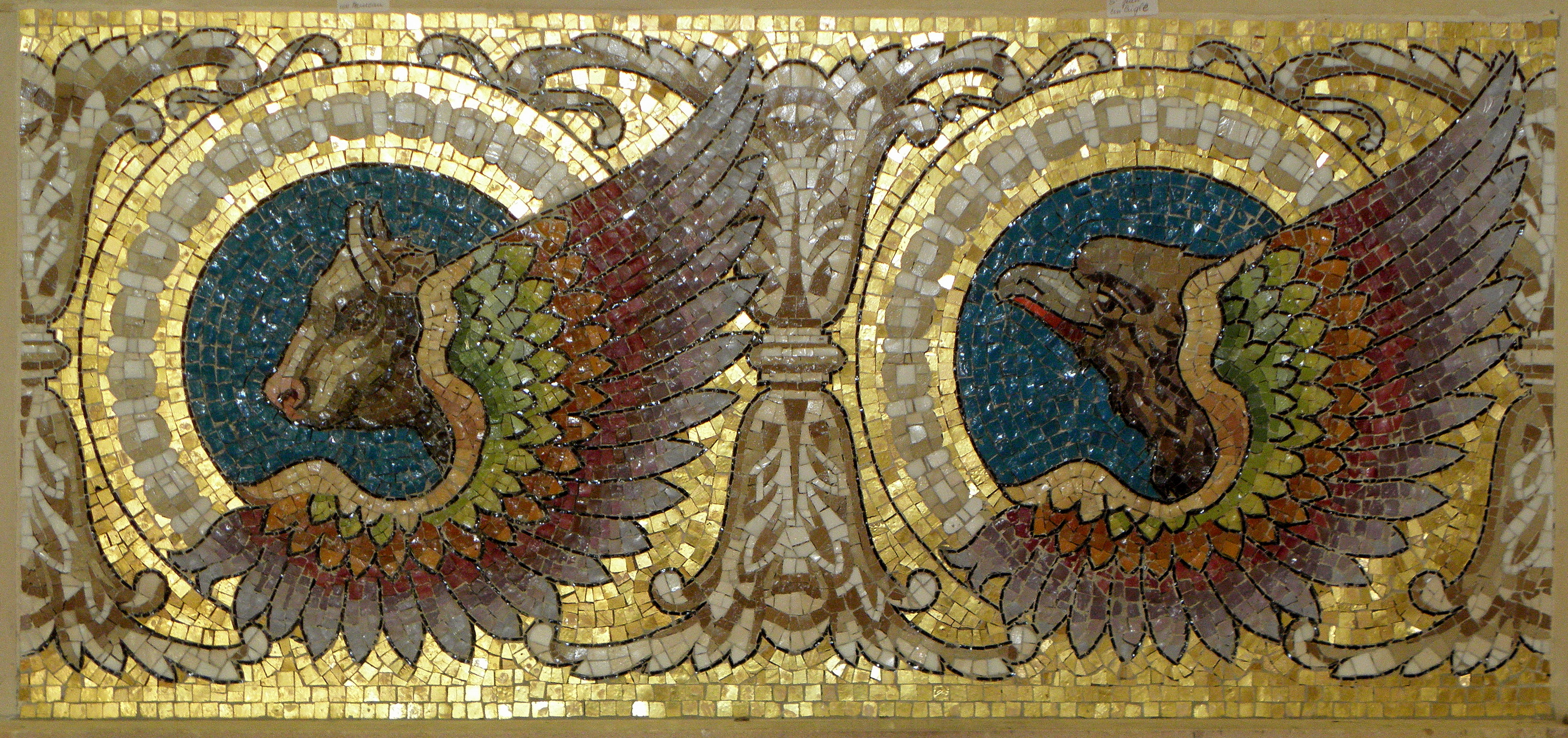

### Vitraux de l'église de Saint-Malo-de-Phily

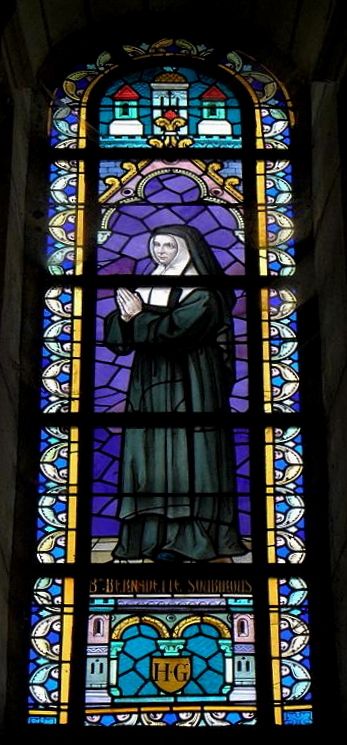
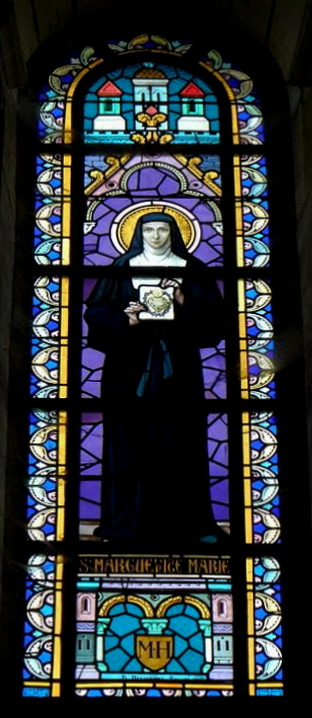
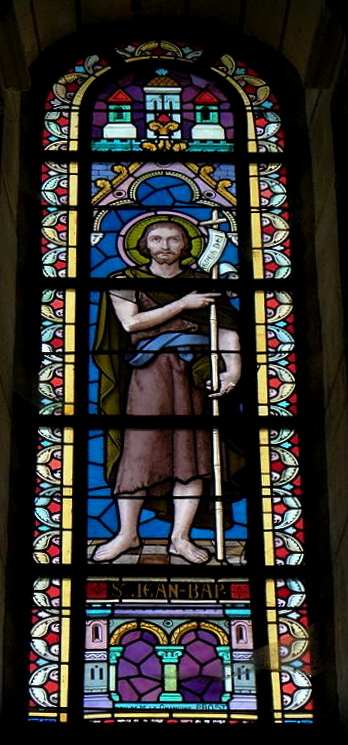